# Juegos Ecuestres Mundiales de 2014
Los VII Juegos Ecuestres Mundiales se celebraron en Caen (Francia) entre el 23 de agosto y el 3 de septiembre de 2014 bajo la organización de la Federación Ecuestre Internacional (FEI) y la Federación Francesa de Hípica.
Las competiciones se realizaron en las instalaciones del Estadio D'Ornano, las pruebas de raid y de campo a través fueron realizadas en un circuito por los bosques y campos colindantes de la localidad normanda. 
El campeonato contó con la asistencia de 967 jinetes de 74 países afiliados a la FEI, que participaron en 7 deportes ecuestres: doma, concurso completo, salto de obstáculos, raid o carrera de larga distancia, volteo, enganches y doma vaquera; 16 pruebas fueron disputadas en total.

## Calendario
| ● | Ceremonia de apertura | ● | Preliminares |  | Finales | ● | Ceremonia de clausura |

| Agosto/septiembre de 2014 | 23 Sáb | 24 Dom | 25 Lun | 26 Mar | 27 Mié | 28 Jue | 29 Vie | 30 Sáb | 31 Dom | 01 Lun | 02 Mar | 03 Mié | 04 Jue | 05 Vie | 06 Sáb | 07 Dom | Finales por deporte |
| ------------------------- | ------ | ------ | ------ | ------ | ------ | ------ | ------ | ------ | ------ | ------ | ------ | ------ | ------ | ------ | ------ | ------ | ------------------- |
| Ceremonias                | ●      |        |        |        |        |        |        |        |        |        |        |        |        |        |        | ●      | –                   |
| Doma                      |        |        | ●      | 1      | 1      |        | 1      |        |        |        |        |        |        |        |        |        | 3                   |
| Concurso completo         |        |        |        |        |        | ●      | ●      | ●      | 2      |        |        |        |        |        |        |        | 2                   |
| Saltos de obstáculo       |        |        |        |        |        |        |        |        |        |        | ●      | ●      | 1      |        | ●      | 1      | 2                   |
| Raid                      |        |        |        |        |        | 2      |        |        |        |        |        |        |        |        |        |        | 2                   |
| Volteo                    |        |        |        |        |        |        |        |        |        |        | ●      | ●      | ●      | 3      |        |        | 3                   |
| Enganches                 |        |        |        |        |        |        |        |        |        |        |        |        | ●      | ●      | ●      | 2      | 2                   |
| Doma vaquera              |        |        | ●      | 1      |        | ●      |        | 1      |        |        |        |        |        |        |        |        | 2                   |
| Finales por día           | 0      | 0      | 0      | 2      | 1      | 2      | 1      | 1      | 2      | 0      | 0      | 0      | 1      | 3      | 0      | 3      | 16                  |

## Medallistas
| Evento                                  | Oro | Plata | Bronce |
| --------------------------------------- | --- | --- | --- |
| Doma clásica individual (27.08)         | Charlotte Dujardin (Valegro) Reino Unido 86,120 pts. | Helen Langehanenberg · (Damon Hill) · Alemania · 84,468 pts. | Kristina Sprehe · (Desperados) · Alemania · 79,762 pts. |
| Doma estilo libre individual (29.08)    | Charlotte Dujardin (Valegro) Reino Unido 92,161 | Helen Langehanenberg · (Damon Hill) · Alemania · 88,286 | Adelinde Cornelissen · (Jerich Parzival) · Países Bajos · 85,714 |
| Doma por equipos (26.08)                | Isabell Werth · (Bella Rose 2) · Helen Langehanenberg · (Damon Hill) · Kristina Sprehe · (Desperados) · Fabienne Lütkemeier · (D'Agostino) · Alemania · 241,700          | Charlotte Dujardin (Valegro) Carl Hester (Nip Tuck) Michael Eilberg (Half Moon Delphi) Gareth Hughes (Stenkjers Nadonna) Reino Unido 231,343                      | Adelinde Cornelissen · (Jerich Parzival) · Hans Peter Minderhoud · (Glock's Johnson) · Diederik van Silfhout · (Arlando) · Edward Gal · (Glock's Voice) · Países Bajos · 227,400  |
| Salto de obstáculos individual (07.09)  | Jeroen Dubbeldam · (Zenith SFN) · Países Bajos · 0 | Patrice Delaveau (Orient Express HDC) Francia 1 | Elizabeth Madden (Cortes "C") Estados Unidos 12 |
| Salto de obstáculos por equipos (04.09) | Jeroen Dubbeldam · (Zenith SFN) · Maikel van der Vleuten · (VDL Groep Verdi TN) · Jur Vrieling · (VDL Bubalu) · Gerco Schröder · (Glock's London) · Países Bajos · 12,83 | Simon Delestre (Qlassic Bois Margot) Pénélope Leprevost (Flora de Mariposa) Kevin Staut (Reveur de Hurtebise) Patrice Delaveau (Orient Express HDC) Francia 14,08 | McLain Ward (Rothchild) Kent Farrington (Voyeur) Lucy Davis (Barron) Elizabeth Madden (Cortes "C) Estados Unidos 16,72                                                            |
| Concurso completo individual (31.08)    | Sandra Auffarth · (Opgun Louvo) · Alemania · 52,0 | Michael Jung · (Fischerrocana Fst) · Alemania · 52,3 | William Fox-Pitt (Chilli Morning) Reino Unido 54,3 |
| Concurso completo por equipos (31.08)   | Sandra Auffarth · (Opgun Louvo) · Michael Jung · (Fischerrocana Fst) · Ingrid Klimke · (Frh Escada Js) · Dirk Schrade · (Hop And Skip) · Alemania · 177,9                | William Fox-Pitt (Chilli Morning) Zara Phillips (High Kingdom) Kristina Cook (De Novo News) Harry Meade (Wild Lone) Reino Unido 198,8                             | Elaine Pen · (Vira) · Tim Lips · (Keyflow N.O.P.) · Merel Blom · (Rumour Has It) · Andrew Heffernan · (Boleybawn Ace) · Países Bajos · 246,8                                      |
| Enganches individual (07.09)            | Boyd Exell (Capone II, Curios, Rambo 395, Spitfire, Winston) Australia 125,83                                                                                            | Chester Weber (Boris W, Boy W, Para, Splash, Uniek) Estados Unidos 128,60                                                                                         | Theo Timmerman · (Boy, Dani, Draco, Mister, Rodina) · Países Bajos · 133,88 |
| Enganches por equipos (07.09)           | IJsbrand Chardon · Koos de Ronde · Theo Timmerman · Países Bajos · 263,19                                                                                                | Michael Brauchle · Christoph Sandmann · Georg von Stein · Alemania · 283,56                                                                                       | Jószef Dobrovitz · Jószef Dobrovitz · Zoltán Lázár · Hungría · 287,29 |
| Doma vaquera individual (30.08)         | Shawn Flarida (Spooks Gotta Whiz) Estados Unidos 233,5 | Andrea Fappani (Custom Cash Advance) Estados Unidos 229,0 | Amanda McCutcheon (Yellow Jersey) Estados Unidos 227,0 |
| Doma vaquera por equipos (26.09)        | Shawn Flarida (Spooks Gotta Whiz) Amanda McCutcheon (Yellow Jersey) Andrea Fappani (Custom Cash Advance) Jordan Larson (Mobster) Estados Unidos 677,5                    | Ann Poels · (Nic Ricochet) · Cira Baeck · (Colonels Shining Gun) · Bernard Fonck · (Sail On Top Whizard) · Piet Mestdagh · (Spat Mano War) · Bélgica · 663,0      | Martin Mühlstätter · (Wimpys Little Buddy) · Rudolf Kronsteiner · (Dr Lee Hook) · Tina Künstner-Mantl · (Cashn Rooster) · Markus Morawitz · (Dun It Whiz Jerry) · Austria · 658,5 |
| Volteo individual masculino (05.09)     | Jacques Ferrari (Poivre Vert) Francia 8,629 | Nicolas Andreani (Just a Kiss) Francia 8,498 | Erik Oese · (Calvador 5) · Alemania · 8,483 |
| Volteo individual femenino (05.09)      | Joanne Eccles (WH Bentley) Reino Unido 8,718 | Anna Cavallaro · (Harley) · Italia · 8,452 | Simone Jäiser · (Luk) · Suiza · 8,433 |
| Volteo por equipos (05.09)              | Alemania · (Delia 99) · 8,724 | Suiza · (Will Be Good) · 8,503 | Francia (Watriano R) 8,315 |
| Raid individual (28.08)                 | Hamdan bin Mohamed Al Maktum · (Yamamah) · Emiratos Árabes Unidos · 8:08:28                                                                                              | Marijke Visser · (Laiza de Jalima) · Países Bajos · 8:19:07 | Abdulrahman Al Sulaiteen (Koheilan Kincso) Catar 8:56:23 |
| Raid por equipos (28.08)                | Jaume Puntí Dachs · (Novisaad D'Aqui) · Jordi Arboix Santacreu · (Mystair Des Aubus) · Javier Cervera Sánchez-Arnedo · (Strawblade) · España · 28:56:02                  | Jean-Philippe Frances (Secret de Mon Cœur) Franck Laousse (Niky de la Fontaine) Denis Le Guillou (Otimmins Armor) Francia 29:08:44                                | Barbara Lissarrague · (Preume de Paute) · Sonja Fritschi · (Okkarina d'Alsace) · Andrea Amacher · (Rustik d'Alsace) · Suiza · 29:42:54                                            |

## Medallero
| Núm. | País                   | Oro | Plata | Bronce | Total |
| ---- | ---------------------- | --- | ----- | ------ | ----- |
| 1    | Alemania               | 4   | 4     | 2      | 10    |
| 2    | Reino Unido            | 3   | 2     | 1      | 6     |
| 3    | Países Bajos           | 3   | 1     | 4      | 8     |
| 4    | Estados Unidos         | 2   | 2     | 3      | 7     |
| 5    | Francia                | 1   | 4     | 1      | 6     |
| 6    | Australia              | 1   | 0     | 0      | 1     |
| 6    | Emiratos Árabes Unidos | 1   | 0     | 0      | 1     |
| 6    | España                 | 1   | 0     | 0      | 1     |
| 9    | Suiza                  | 0   | 1     | 2      | 3     |
| 10   | Bélgica                | 0   | 1     | 0      | 1     |
| 10   | Italia                 | 0   | 1     | 0      | 1     |
| 12   | Austria                | 0   | 0     | 1      | 1     |
| 12   | Catar                  | 0   | 0     | 1      | 1     |
| 12   | Hungría                | 0   | 0     | 1      | 1     |
|      | TOTAL                  | 16  | 16    | 16     | 48    |